# Bathyaulax hirticeps
Bathyaulax hirticeps är en stekelart som först beskrevs av Cameron 1909.  Bathyaulax hirticeps ingår i släktet Bathyaulax och familjen bracksteklar. Inga underarter finns listade.